# Ross C. Clark
Ross C. Clark (n. 1940) es un botánico estadounidense que se especializó en la familia de fanerógamas Aquifoliacea.

## Algunas publicaciones

### Libros
- ross c. Clark, timothy j. Weckman. 2008. Annotated catalog and atlas of Kentucky woody plants. Nº 3 de Occasional papers in Eastern botany. Editor Southern Appalachian Bot. Soc. 114 pp.

- ---------------------. 1988. Keys to the trees of the Chicago region: native and cultivated. Editor Morton Arboretum, 72 pp.

- ---------------------, robert w. Powell, conduff g. Childress. 1976. Vascular plants of Spartanburg County, South Carolina. Nº 1 de Museum bulletin. Editor South Carolina Museum Commission. 34 pp.

- ---------------------. 1969. A distributional study of the woody plants of Alabama. Editor Univ. of North Carolina at Chapel Hill, 538 pp.

## Honores
- La abreviatura «R.C.Clark» se emplea para indicar a Ross C. Clark como autoridad en la descripción y clasificación científica de los vegetales.[2]